# Música Formalizada

Edição de 1971

Formalized Music: Thought and Mathematics in Composition (Música Formalizada: Pensamento e Matemática na Composição) é um livro do compositor, arquiteto e engenheiro grego Iannis Xenakis, no qual ele explica a sua motivação, filosofia e técnica para compor música com funções matemáticas estocásticas . Foi publicado em Paris em 1963 como Musiques formelles: nouveaux principes formels de composition musicale como uma edição dupla especial da La Revue musicale e republicado em uma edição ampliada em 1981 em Paris pela Stock Musique. Mais tarde, foi traduzido para o inglês com três capítulos adicionados e publicado, em 1971, pela Indiana University Press, republicado em 1992 pela Pendragon Press, com uma segunda edição publicada em 2001, também pela Pendragon. O livro contém o código completo do programa FORTRAN para um dos primeiros programas de composição musical de Xenakis, o GENDY . Foi descrito como um trabalho inovador. 

## Edições
- Xenakis, Iannis. 1963. Musiques formelles: nouveaux principes formels de composition musicale . Edição especial de La Revue musicale, n.os 253–254. Paris: Edições Richard-Masse.
- Xenakis, Iannis. 1971. Formalized Music: Thought and Mathematics in Composition, traduzido por Christopher Butchers (capítulos 1–6), GW Hopkins (capítulo 7) e Mr. e Mrs. John Challifour (capítulo 8). Bloomington e Londres: Indiana University Press.
- Xenakis, Iannis. 1981. Musiques Formelles: Nouveaux Principes Formels de Composition Musicale, edição ampliada, Paris: Stock Musique.  .
- Xenakis, Iannis. 1992. Formalized Music: Thought and Mathematics in Composition, segunda edição revisada em inglês, com material adicional traduzido por Sharon Kanach. Série Harmonologia No. 6. Stuyvesant, NY: Pendragon Press.ISBN 1-57647-079-2ISBN 1-57647-079-2 . Reimpresso em Hillsdale, NY: Pendragon Press, 2001.